# Мекрабаївська печера
Мекрабаївська печера (рос. Мекрабаевская) — печера на Алтаї, Республіка Алтай, Росія.  Загальна протяжність — 70 м. Глибина печери — 30 м, амплітуда висот — 30 м; загальна площа — N/A м²; об'єм — N/A м³.  Печера відноситься до Центрально-Алтайської області Алтайської провінції Алтай-Саянської спелеологічної країни. Кадастровий номер 5027/8530-1.